# Neopit (Wisconsin)
Neopit es un lugar designado por el censo ubicado en el condado de Menominee en el estado estadounidense de Wisconsin. En el Censo de 2010 tenía una población de 690 habitantes y una densidad poblacional de 21,25 personas por km².

## Geografía
Neopit se encuentra ubicado en las coordenadas 44°59′5″N 88°48′53″O / 44.98472, -88.81472. Según la Oficina del Censo de los Estados Unidos, Neopit tiene una superficie total de 32.47 km², de la cual 31.47 km² corresponden a tierra firme y (3.08%) 1 km² es agua.

## Demografía
Según el censo de 2010, había 690 personas residiendo en Neopit. La densidad de población era de 21,25 hab./km². De los 690 habitantes, Neopit estaba compuesto por el 2.03% blancos, el 0% eran afroamericanos, el 96.67% eran amerindios, el 0% eran asiáticos, el 0% eran isleños del Pacífico, el 0.14% eran de otras razas y el 1.16% pertenecían a dos o más razas. Del total de la población el 4.64% eran hispanos o latinos de cualquier raza.